# Манила
Манила (фил./таг. , : ), званично Град Манила (фил./таг. , : ; : ; : ; памп. Menila; самб. Ibali), главни је и други најнасељенији град Филипина.
Основао га је шпански конкистадор Мигел Лопез де Легаспи, 24. јуна 1571. године. Један је од најстаријих филипинских градова и био је седиште моћи већине колонијалних владара у овој земљи. Смештен је на источној обали залива Манила и има мноштво знаменитости од којих неке датирају и до 16. века. Прву повељу је добио 31. јула 1901. године, усвајањем Акта Филипинске комисије 183; аутономију је стекао 18. јуна 1949. године, доношењем Републичког акта бр. 409 познатог и као Ревидирана повеља Града Маниле. Истраживачка мрежа глобализације и главних градова (енгл. Globalization and World Cities Research Network, GaWC) сврстала је 2012. године Манилу међу глобалне градове.
У градском језгру 2020. године је живело 1.846.513 становника; оно чини историјско језгро Метро Маниле, региона главног града. Метрополитанска област, која обухвата и много већи Кезон Сити те Централни пословни дистрикт Макати, једно је од најнасељенијих урбаних подручја на свету. Манила је најгушће насељен град (градско језгро) на свету, са 41.515 ст./km². Термин Манила иначе се односи или на цело метрополитанско подручје или на само уже градско језгро.
Манила је смештена на источној обали залива Манила, у једној од најбољих филипинских лука. Чини је укупно 16 дистрикта: Бинондо, Ермита, Интрамурос, Кијапо, Лука Манила, Малате, Пако, Пандакан, Сампалок, Сан Андрес, Сан Мигел, Сан Николас, Санта Ана, Санта Круз, Санта Меса и Тондо. Град има шест конгресних дистрикта за доњи дом Конгреса Филипина.
Краљевство Тондо је једно време владало Манилом, након чега је град накратко постао провинција краљевства Маџапахит. Током брунејске инвазије (1368—1888) Филипина, султан Болкијах (1485—1524) заузео је Селудонг (село у данашњој Манили) и преименовао га у Мајнила (фил./таг. ), што на тагалогу означава распрострањеност грма нила (лат. Scyphiphora hydrophyllacea). Манила је постала вазална држава Брунеја, основана с циљем да се надјача Тондо.
Конкистадори су 1571. стигли из колонијализованог Мексика, преко Пацифика, и основали данашњу Манилу где је сада Интрамурос. Шпански мисионари су убрзо христијанизовали град, инкорпорисали Тондо, а потом изградили неке од најстаријих филипинских цркава — укључујући Цркву Сан Агустин. Конкистадори су област преименовали у Ново Краљевство Кастиља (шп. Nuevo Reino de Castilla).
Манила је постала шпански центар на Далеком истоку и један крај трговачког галеона Манила—Акапулко, повезујући Шпанску Америку са Азијом — један од најранијих примера глобализације. Због централне локације за трговачке путеве преко Пацифика, Манила је добила надимак „Бисер Оријента” (шп. Perla del Oriente). Шпанска управа Филипинског архипелага трајала је више од три века, све до 1898. године. У различитим моментима током колонијалног раздобља, било је локалних револта, кинеских побуна, пиратских напада, јаких земљотреса, холандских рација и покушаја инвазије, те британска окупација града. Ред је најчешће био брзо успостављан, а град се враћао трговини и сличним пословима.
Током 19. века, Манила је била један од најмодернијих градова у Азији. Пре Шпанско-америчког рата у граду се одвила Филипинска револуција. Након рата, тадашње Сједињене Америчке Државе су преузеле контролу, замениле званични језик шпански са енглеским и увеле неке промене у образовању, локалним законима и урбанистичком планирању. Пред крај Другог светског рата, током битке за Манилу, већина града је била сравњена са земљом од интензивног ваздушног бомбардовања . Као резултат овога, у Манили је остало релативно мало предратне и колонијалне архитектуре; и даље су у току неки пројекти рестаурације — поготово старог каменог града Интрамуроса.

## Етимологија
Maynilà, филипинска реч за астионим Манила, потиче од термина нилад (изв. ; лат. Scyphiphora hydrophyllacea); ово је мангровска биљка која је расла на делти реке Пасиг те обалама залива Манила. Од цветова плеле су се гирланде, које су се — према фолклору — предавале киповима на религијским олтарима односно у црквама. Пошто су израде од нилада доспеле и у друга места, људи су подручје почели да називају Sa may Nilad, што на тагалогу значи „место где има нилада”. Сама реч нилад вероватно долази из санскрта —  на овом језику значи „дрво индиго”; префикс ма- из тагалога указује на изобиље овог дрвета тј. манила на крају означава „место где има много дрвета индиго”.

## Историја

### Предколонијално раздобље
Најранији доказ људског живота око данашње Маниле су оближњи Петроглифи Ангоно (фил./таг. ), који датирају из око 3000. п. н. е. Негритоси, Аустралоиди који су постали абориџински насељеници Филипина, живели су на острву Лузон (на којем је смештена Манила) све док малајско-полинезијски мигранти нису дошли и асимилирали их.
Краљевство Тондо се јавља током друге половине раздобља владавине династије Минг, као резултат директних трговинских веза с тадашњом Кином. Дистрикт Тондо је био традиционални главни град краљевства, а његови владари били су суверени краљеви а не пуке поглавице. Ословљавали су их на различите начине: пангинуан (panginuan на меленауу) или пангиноон (panginoón на филипинском/тагалогу) — срп. „господар”; анак банва (anák banwa на филипинском/тагалогу) — срп. „син раја”; или лакандула (lakandula на филипинском/тагалогу) — срп. „господар палате”. Цар Кине (кин: 皇帝; пин: Huángdì) одређивао је владаре древне Маниле, лакане (lakan на илоканском од. филипинском/тагалогу) односно краљеве (кин: 王; пин: Wáng).
У 13. веку Манила се састојала од утврђеног насеља и трговачке четврти на обали реке Пасиг. Град је тада насељавало индијанизовано хинду краљевство Маџапахит, како се наводи у епској еулошкој поеми Нагаракр(е)тагама (јав. Nagarakr(e)tagama, Désawarnana) која описује пад Маџапахита односно освајања махараџе Хајама Вурука (познат и као Раџасанагара, Па-та-на-па-на-ву или Батара Прабу). Селуронг односно Селудонг (малајс. کوتا سلودوڠ Kota Seludong) с још неколико варијација (нпр. Салудонг) било је историјско име града и помиње се поред Сулота — имена данашње провинције Сулу — и Калка — данас град у индијској савезној држави Харајана.
За време владавине шестог брунејског султана Болкијаха у раздобљу од 1485. до 1524. године, Брунејски султанат је извршио инвазију желећи да искористи трговину Тонда с Кином, и то нападајући и окружујући га; на крају се успоставља Краљевство Селудонг/Мајнила (фил./таг. Kaharian ng Maynila). Моћ Краљевства Тондо се изгубила и сада је као трибутарна држава Султаната Брунеј Тондо морао да плаћа годишњи данак. Успостављена је нова династија с локалним вођом (раџа), који је прихватио ислам и постао раџа Салалила односно Тарик Сулејман . Он је такође постао и изазов што се тиче трговине за већ богатог лакандулу у Тонду. Ислам је још више ојачао доласком муслиманских трговаца из арапско-индијских области, односно Блиског истока и југоисточне Азије. Манила је 1574. године привремено била под опсадом након инвазије кинеског пиратског господара рата по имену Лин Фенг (упрош: 林凤; трад: 林鳳; пин: Lín Fèng), ког је локално становништво на крају ипак успело да отера и ослободи свој град. Град је потом постао седиште шпанске колонијалне владе.

### Шпанско раздобље
Конкистадор Мигел Лопез де Легаспи је 24. јуна 1571. године стигао у Манилу и прогласио је територијом Нове Шпаније (данас Мексико), оснивајући градско веће где је сада дистрикт Интрамурос. Де Легаспијева локална краљевска породица је била погубљена или протерана након неуспеха завере Тондо; наиме, било је испланирано да датуи, раџе, јапански трговци и Брунејски султанат заједно нападну и погубе Шпанце те њихове латиноамеричке најамнике и савезнике Висајце. Победници Шпанци су Манилу прогласили главним градом Шпанских Источних Индија и Филипина, којим ће њихова империја владати наредна три века.
Манила је постала позната по трговинском галеону Манила—Акапулко (шп. Galeón de Manila, фил./таг. Kalakalang Galyon ng Maynila at Acapulco), а бродови су међу пацифичким острвима саобраћали преко три века и у југоисточну Азију (која је већ била ентрепот за робу која је долазила из Индије, Индонезије и Кине) допремали добра из Европе, Африке и Латинске Америке; трговина се такође одвијала и у супротном смеру. Сребро које се ковало у Мексику и Перуу се мењало за кинеску свилу, индијске драгуље и зачине југоисточне Азије. Исто тако, вино и маслине из Европе и Северне Африке су преко Мексика бродовима налазили пут до Манилаца.
Двадесет месеци, од 1762. до 1764. године, Манилу су окупирале британске снаге и користиле као базу за неуспешни покушај освајања Филипина биткама Седмогодишњег рата. У коначници су се Британци повукли у складу с Париским мировним споразумом. Непознат број индијских војника познатих као сипаи, који су дошли са Британцима, дезертирао је и населио оближњу Каинту; ово објашњава јединствене индијске одлике генерација становника Каинте. У међувремену су Кинези кажњени за помагање британске инвазије, а тврђава Интрамурос — коју је у почетку насељавало 1.200 шпанских породица, са заштитом гарнизона од 400 шпанских трупа — задржава своје топове усмерене ка Бинонду, најстаријој кинеској четврти на свету. Такође, латиноамеричко становништво је било концентрисано на југу, у Кавитеу где су пристајали њихови бродови те Ермити која представља област коју је основао и чији је епоним постао мексички пустињак који је ту живео.
Након што се Мексико изборио за независност 1821. године, Шпанија је почела да директно управља Манилом. Под директном шпанском управом, банкарство, индустрија и образовање развијени су више него у претходна два века. Отварање Суецког канала године 1869. омогућило је директну трговину и комуникацију са Шпанијом.
Све веће богатство и образовање у граду привукли су аутохтоно становништво, Кинезе, Индијце, Латиноамериканце и Европљане, да из оближњих провинција дођу у Манилу; потакнут је настанак академске класе илустрадоса која је заговарала либералне идеје — идеолошки темељ Филипинске револуције, којом се настојала стећи независност од Шпаније.

### Америчко раздобље
Након битке за Манилу (1898), Шпанија је предала град Манилу Сједињеним Америчким Државама. Прва Филипинска (Малолоска) република, основана у оближњем Булакану, борила се против Американаца за контролу града. Американци су победили Малолоску републику и заробили председника Емилија Агиналда, који је лојалност САД прогласио 1. априла 1901. године.
По изради новог статута (повеље) за Манилу јуна 1901. године, Американци су озваничили оно о чему се одавно ћутало: град Манилу чини не само Интрамурос већ и сва подручја која га окружују (шп. arrabales). Новим статутом је прокламовано да је Манила сачињена из једанаест муниципалних дистрикта: по свој прилици Бинондо, Ермита, Интрамурос, Малате, Пако, Пандакан, Сампалок, Сан Мигел, Санта Ана, Санта Круз и Тондо. Додатно, Католичка црква је као делове Маниле признала пет парохија: Балик-Балик, Гагалангин, Санта Меса, Сингалонг и Тросо; касније су додате још две: Балут и Сан Андрес.
Под америчком контролом, нова грађански оријентисана Острвска влада на челу с гувернером-генералом Вилијамом Хауардом Тафтом, позвала је урбанисту Данијела Хадсона Бернама да Манилу прилагоди савременим потребама. Бернамов план је укључивао развој цестовног система, употребу водених путева за транспорт те улепшавање Маниле уређивањем рива и изградњом паркова, булевара и зграда.
Планирана градња је обухватала и центар владе који је требало да заузима целокупан Волис Филд, који се пружа од парка Ризал до данашње авеније Тафт. Филипински капитол је требало да се изгради на крају на ком је авенија Тафт, тако да гледа на море. Заједно са зградама разних владиних бироа и одељења, требало је формира четвороугаоник с лагуном у центру и спомеником Хосеу Ризалу на другом крају комплекса. Од Бернамовог предложеног плана за владин центар, само три јединице — Законодавна зграда, Зграда за финансије и Зграда за пољопривредна одељења — успешно су завршене пре избијања Другог светског рата.

### Јапанска окупација и Други светски рат
Током Јапанске окупације Филипина, амерички војници су добили наређење да се повуку из Маниле; сви војни објекти су уклоњени 24. децембра 1941. године. Генерал Даглас Макартур је прогласио Манилу отвореним градом да би се спречила даља убијања и разарања, али јапански војни авиони су наставили да бомбардују град. Јапанске снаге су окупирале Манилу 2. јануара 1942. године.
Од 3. фебруара до 3. марта 1945. године, Манила је била поприште најкрвавије битке у Пацифичком сукобу из Другог светског рата. Овог фебруара је убијено око 100.000 цивила. На крају битке, град су поново заузеле удружене америчке и филипинске трупе. Манила је други најразоренији град на свету (после Варшаве) током Другог светског рата; готово све грађевине у граду, посебице Интрамурос, биле су уништене.

### Савремено раздобље
Председник Елпидио Кирино је 1948. године преместио седиште владе Филипина у Кезон Сити, нови главни град у предграђу и подручју североисточно од Маниле, који је 1938. године основао бивши председник Мануел Л. Кезон. Премештањем је онемогућена имплементација Бернамовог плана из 1905. године за премештање центра владе у Лунету.
За време владавине Висајанца Арсенија И. Лаксона као првог изабраног градоначелника 1952. године (сви пређашњи градоначелници су били именовани), Манила је била у свом „златном добу”; повратила је свој изгубљени статус „Бисера Оријента” (шп. Perla del Oriente), који је први пут добила пре Другог светског рата. После Лаксоновог мандата 1950-их година, Манилом је већину ’60-их управљао Антонио де Хесус Вилегас. Индијски Филипинац Рамон Деларга Багатсинг је био градоначелник готово целе ’70-е, па све до Револуције народне власти (Жута/Филипинска/ револуција) из 1986. године. Градоначелници Лаксон, Вилегас и Багатсинг групно се називају „Великом тројком Маниле” због њиховог неизбрисивог доприноса развоју града те трајног наслеђа које су оставили побољшавањем квалитета живота и добробити становника Маниле.
Током администрације председника Фердинанда Емануела Едралина Маркоса ст. — доношењем Председничког декрета бр. 824, 7. новембра 1975. године — створен је регион Метро Манила као интегрисана јединица. Подручје је обухватало четири града и тринаест суседних насеља, као засебна регионална јединица владе. На 405. годишњицу оснивања града, 24. јуна 1976. године, Манила је одлуком Маркоса поново добила статус главног града Филипина, првенствено због свог историјског значаја јер је била седиште владе још од раздобља шпанске колонијалне владавине. Председнички декрет бр. 940 каже да је „Манила одувек била — за филипински народ и у очима света — главни град Филипина, при чему је центар трговине, заната, образовања и културе”.
У току ванредног стања у држави, Манила је постала ’легло’ покрета отпора како су омладинци и студенти демонстрирали изнова се сукобљавајући с полицијом и војском које су биле подређене Маркосовом режиму. Након деценија пружања отпора, ненасилном поменутом Револуцијом народне власти (претеча мирних револуција које су скинуле гвоздену завесу у Европи) с власти је збачен ауторитарни председник Маркос.
Алфредо „Фред” Сиојо Лим (Лин Венлуо, Лим Бун-лок) 1992. године је изабран за градоначелника; био је први кинески Филипинац који је вршио ову функцију. Био је познат по својој оштрој борби против криминала. Лима је наследио Хосе Ливиоко „Лито” Атијенса мл., који је био и његов заменик на положају градоначелника. Атијенса је био познат по својој кампањи (и својевременом слогану града) „Оживимо Манилу” (фил./таг. Buhayin ang Maynila), захваљујући којој је изграђено неколико паркова те поправљени и обновљени многи оштећени објекти у граду. Као начелник града је провео укупно 3 мандата (9 година) у континуитету, након чега је замењен.
Алфредо Лим се још једанпут кандидовао за градоначелника; победио је Атијенсиног сина Алија на општим изборима 2007. године и моментално угасио све Атијенсине пројекте тврдећи да су исти имали безначајан допринос побољшању града. Однос двеју партија је постао још затегнутији, а поново су се нашле супротстављене на локалним изборима 2010. године на којима је Лим (ККК) опет победио Атијенсу (ПМП), и то веома убедљиво — 59,52% : 27,22% (395.910 : 181.094) — за разлику од веома густих локалних избора 2013. и нарочито 2016. године.
Лима је 2008. године тужио већник Денис Алкореса за кршење људских права, оптужујући га за графт у рехабилитацији јавних школа; такође је у великој мери био критикован због свог непланског разрешавања инцидента с бившим полицајцем и туристичким аутобусом у парку Ризал — једне од смртоноснијих (9 страдалих) талачких криза на Филипинима. После овога, заменик градоначелника Франсиско „Иско” Морено Домагосо и 28 градских већника поднело је 2012. године другу судску тужбу против Лима, тврдећи да су Лимове изјаве на састанку за њих биле ’опасне по живот’. На локалним изборима 2013. године, бивши председник Џозеф „Ерап” Ехерсито Естрада (Хосе Марсело Ехерсито) победио је Лима у тесној градоначелничкој утрци — 52,72% : 47,28% (343.993 : 308.544). Током свог мандата, Естрада је отплатио преко 5 милијарди пезоса (око 95 милиона евра) градског дуга и повећао градске приходе са 6,2 милијарди пезоса (преко 100 милиона евра) 2012. године на 14,6 милијарди пезоса (преко 275 милиона евра) 2016. године, што је резултовало омогућавањем највећег икада улагања у инфраструктуру Маниле од 6,76 милијарди пезоса (преко 120 милиона евра) и генерално бољитком и добробити за становнике Маниле. Град је 2015. године постао најконкурентнији град на Филипинима, поставши тако и најбоље место за пословање и живот у овој земљи. Естрада је повећао порезе више него дупло да би добио сав овај новац за унапређивање града, чиме ни велики ни мали привредници нису били задовољни. Међутим, упркос својим великим постигнућима, Естрада је готово изгубио од Лима на локалним изборима одржаним 9. маја 2016. године због ’прљавих трикова’ и ’негативне кампање’ с противничке стране; разлика је била минимална, нешто већа од само 2.500 гласова — 38,54% : 38,17% (283.149 : 280.464).

## Географија
Манила је смештена на источној обали залива Манила, на источном рубу острва Лузон, 1.300 km (800 mi) од континенталне Азије. Река Пасиг, која спаја језеро Лагуна на југоистоку са заливом Манила на западу, дужином од 24,9 km (15,5 mi) полови Манилу и околно градско подручје на северо-североисточни и југо-југозападни део.
Готово цела Манила лежи на преисторијским алувијалним, вековима таложеним депозитима вода Пасига (негде вода залива Манила). Градско тло је значајно измењено деловањем човека, а битно је поменути уочљиву хидромелиорацију дуж приобаља спровођену током америчког колонијалног раздобља. Неке од природних варијација у топографији су заравнате захваљујући урбанизацији града. Укупна површина Маниле је 2013. године износила 24,98 km2 (9,64 sq mi).

### Земљотреси
Манила се налази на Пацифичком тајфунском појасу и унакрсно је пресеца неколико линија раседа. Због овога су Манила и њен метрополитански регион заузели другу позицију на списку за живот најризичнијих главних градова на свету, према швајцарској реосигуравајућој компанији „Свис ре” (енгл. Swiss Re). Сеизмички активан систем раседа долине Марикина представља претњу за Манилу и њена околна градска подручја.
Манила је претрпела неколико смртоносних земљотреса, а најјачи су били 1645. и 1677. године када је уништен средњовековни град од камена и цигле. Такозвани трусни барок (енгл. Earthquake Baroque) био је присутан стил у архитектури током шпанског колонијалног раздобља, како би се грађевине прилагодиле учесталим земљотресима.

### Клима
Према систему Кепенове климатске класификације, у Манили влада тропска саванска клима (Aw). Заједно са остатком Филипина, Манила у целости лежи у тропима. Близина екватору условљава веома мал температурни опсег, који ретко иде испод 20 °C (68 °F) или изнад 38 °C (100 °F). Температурне екстреме чини доњи лимит од 14,5 °C (58,1 °F) [11. јануар 1914] и горњи лимит од 38,6 °C (101,5 °F) [7. мај 1915].
Нивои влажности су обично веома високи током целе године. Манила има карактеристичну сушну сезону од децембра до маја, као и релативно дугу кишну сезону која траје преостали део године с нешто хладнијим температурама. Током кишне сезоне ретко се дешава да киша пада цео дан, али количина краткотрајнијих падавина је поприлично велика. Тајфуни најчешће долазе између јуна и септембра.
| Клима Лучке области, Манила (1981—2010, екстреми 1885—2012) | Клима Лучке области, Манила (1981—2010, екстреми 1885—2012) | Клима Лучке области, Манила (1981—2010, екстреми 1885—2012) | Клима Лучке области, Манила (1981—2010, екстреми 1885—2012) | Клима Лучке области, Манила (1981—2010, екстреми 1885—2012) | Клима Лучке области, Манила (1981—2010, екстреми 1885—2012) | Клима Лучке области, Манила (1981—2010, екстреми 1885—2012) | Клима Лучке области, Манила (1981—2010, екстреми 1885—2012) | Клима Лучке области, Манила (1981—2010, екстреми 1885—2012) | Клима Лучке области, Манила (1981—2010, екстреми 1885—2012) | Клима Лучке области, Манила (1981—2010, екстреми 1885—2012) | Клима Лучке области, Манила (1981—2010, екстреми 1885—2012) | Клима Лучке области, Манила (1981—2010, екстреми 1885—2012) | Клима Лучке области, Манила (1981—2010, екстреми 1885—2012) |
| Показатељ \ Месец                                           | .Јан.                                                       | .Феб.                                                       | .Мар.                                                       | .Апр.                                                       | .Мај.                                                       | .Јун.                                                       | .Јул.                                                       | .Авг.                                                       | .Сеп.                                                       | .Окт.                                                       | .Нов.                                                       | .Дец.                                                       | .Год.                                                       |
| ----------------------------------------------------------- | ----------------------------------------------------------- | ----------------------------------------------------------- | ----------------------------------------------------------- | ----------------------------------------------------------- | ----------------------------------------------------------- | ----------------------------------------------------------- | ----------------------------------------------------------- | ----------------------------------------------------------- | ----------------------------------------------------------- | ----------------------------------------------------------- | ----------------------------------------------------------- | ----------------------------------------------------------- | ----------------------------------------------------------- |
| Апсолутни максимум, °C (°F)                                 | 36,5 (97,7)                                                 | 35,6 (96,1)                                                 | 36,8 (98,2)                                                 | 38,0 (100,4)                                                | 38,5 (101,3)                                                | 37,6 (99,7)                                                 | 36,5 (97,7)                                                 | 35,6 (96,1)                                                 | 35,3 (95,5)                                                 | 35,8 (96,4)                                                 | 35,6 (96,1)                                                 | 34,6 (94,3)                                                 | 38,6 (101,5)                                                |
| Максимум, °C (°F)                                           | 29,6 (85,3)                                                 | 30,5 (86,9)                                                 | 31,9 (89,4)                                                 | 33,3 (91,9)                                                 | 34,4 (93,9)                                                 | 33,5 (92,3)                                                 | 32,4 (90,3)                                                 | 32,3 (90,1)                                                 | 32,1 (89,8)                                                 | 31,4 (88,5)                                                 | 30,5 (86,9)                                                 | 29,8 (85,6)                                                 | 31,1 (88)                                                   |
| Просек, °C (°F)                                             | 25,6 (78,1)                                                 | 25,9 (78,6)                                                 | 26,7 (80,1)                                                 | 27,9 (82,2)                                                 | 29,2 (84,6)                                                 | 29,1 (84,4)                                                 | 28,9 (84)                                                   | 28,8 (83,8)                                                 | 28,2 (82,8)                                                 | 27,1 (80,8)                                                 | 26,0 (78,8)                                                 | 25,9 (78,6)                                                 | 28,4 (83,1)                                                 |
| Минимум, °C (°F)                                            | 21,2 (70,2)                                                 | 21,3 (70,3)                                                 | 21,4 (70,5)                                                 | 22,5 (72,5)                                                 | 24,9 (76,8)                                                 | 26,4 (79,5)                                                 | 25,8 (78,4)                                                 | 25,4 (77,7)                                                 | 24,6 (76,3)                                                 | 23,3 (73,9)                                                 | 22,2 (72)                                                   | 21,6 (70,9)                                                 | 23,6 (74,5)                                                 |
| Апсолутни минимум, °C (°F)                                  | 14,5 (58,1)                                                 | 15,6 (60,1)                                                 | 16,2 (61,2)                                                 | 17,2 (63)                                                   | 18,0 (64,4)                                                 | 19,5 (67,1)                                                 | 20,3 (68,5)                                                 | 20,4 (68,7)                                                 | 20,2 (68,4)                                                 | 19,0 (66,2)                                                 | 16,7 (62,1)                                                 | 15,7 (60,3)                                                 | 14,5 (58,1)                                                 |
| Количина кише, mm (in)                                      | 17,3 (0,681)                                                | 14,2 (0,559)                                                | 15,8 (0,622)                                                | 23,7 (0,933)                                                | 147,2 (5,795)                                               | 253,5 (9,98)                                                | 420,5 (16,555)                                              | 432,4 (17,024)                                              | 355,1 (13,98)                                               | 234,8 (9,244)                                               | 121,7 (4,791)                                               | 67,4 (2,654)                                                | 2.103,6 (82,819)                                            |
| Дани са кишом (≥ 0.1 mm)                                    | 4                                                           | 3                                                           | 3                                                           | 4                                                           | 10                                                          | 17                                                          | 21                                                          | 21                                                          | 20                                                          | 17                                                          | 12                                                          | 7                                                           | 139                                                         |
| Релативна влажност, %                                       | 70                                                          | 64                                                          | 63                                                          | 64                                                          | 71                                                          | 76                                                          | 79                                                          | 81                                                          | 79                                                          | 76                                                          | 72                                                          | 74                                                          | 74                                                          |
| Сунчани сати — месечни просек                               | 159                                                         | 198                                                         | 226                                                         | 258                                                         | 239                                                         | 206                                                         | 183                                                         | 176                                                         | 174                                                         | 195                                                         | 181                                                         | 152                                                         | 2.105                                                       |
| Извор #1: PAGASA                                            |                                                             |                                                             |                                                             |                                                             |                                                             |                                                             |                                                             |                                                             |                                                             |                                                             |                                                             |                                                             |                                                             |
| Извор #2: DMI (сун., 1931—1960)                             |                                                             |                                                             |                                                             |                                                             |                                                             |                                                             |                                                             |                                                             |                                                             |                                                             |                                                             |                                                             |                                                             |

### Околина
Због индустријског отпада и аутомобила, Манила је град с високим нивоом загађења ваздуха које утиче на 98% популације. На годишњем нивоу, загађење ваздуха узрокује смрт преко 4.000 Манилаца. Ермита је дистрикт града с највећим загађењем ваздуха због илегалних депонија и индустријског отпада. Према извештају из 2003. године, река Пасиг је једна од најзагађенијих река на свету, у коју се дневно одложи 150 тона кућног и 75 тона индустријског отпада.
Манилу годишње погоди пет до седам тајфуна који изазову поплаве. Тајфун Ондој/Кетсана (фил./таг. ) погодио је Филипине 2009. године; услед недостатка квалитетне инфраструктуре земља је била задешена једном од најгорих поплава у својој историји, што је такође утицало на повећање количине загађења. Извукавши поуку из овог тајфуна, град је почео да повећава дубину речних корита и унапређује дренажни систем. Комисија за рехабилитацију реке Пасиг (енгл. Pasig River Rehabilitation Commission) задужена је за чишћење реке Пасиг и њених притока за транспортне, рекреационе и туристичке намене. Напори уложени за рехабилитацију имали су за резултат неколико изграђених паркова дуж речне обале, као и пооштравање контроле загађења.

## Градски пејзаж

### Архитектура
Манила има архитектонски значајне грађевине у широком спректру стилова који обухватају различита историјска и културна раздобља. У архитектонским стиловима се огледају амерички, шпански, кинески и малајски утицаји. Истакнути филипински архитекти, као што су Антонио Толедо, Фелипе Рохас, Хуан Арељано и Томас Мапуа, дизајнирали су значајне грађевине попут цркава, владиних уреда, театара, палата, школа и универзитета.
Карактеристични арт деко театри Маниле — које су дизајнирали неки од архитеката међу ’националним уметницима Филипина’ (фил./таг. ), као што је то Хуан Накпил или Пабло Антонио — нажалост су запостављени, те су неки од њих већ демолирани. У историјској улици Есколта, која се налази у староградском дистрикту Бинондо, могу да се виде многе грађевине неокласичне архитектуре и бозарног архитектонског стила, од којих су већину дизајнирали еминентни филипински архитекти током америчке управе у раздобљу од 1920-их до краја 1930-их. Многи архитекти, уметници, историчари и интересне групе за баштину боре се за пројекат обнове улице Есколта, која је некада била главна улица Филипина.
Готово сва манилска предратна и шпанска колонијална архитектура уништена је током битке за ослобођење, и то од интензивног бомбардовања Ратног ваздухопловства САД у Другом светском рату. Реконструкцијски пројекти су били извођени после рата, а уништене историјске грађевине из шпанске ере замењене новим модерним, тако бришући већину историјског карактера града. Неке зграде уништене током рата успешно су обновљене, као што је Стара Законодавна зграда (данас Национални музеј) или Ајунтамијенто де Манила (данас Финансијски биро), док је Црква и манастир Сан Игнасио (као Музеј Интрамуроса) тренутно у изградњи. Постоје и планови да се обнови и/или рестаурира неколицина запуштених историјских грађевина и места, попут Плазе дел Кармен, Цркве Сан Себастијан и Манилског метрополитанског театра. Такође, неким радњама и кућама из ране шпанске ере попут оних у дистриктима Кијапо, Бинондо и Сан Николас рестаурацијама ће се вратити пређашњи угледни статус који су имале, и то покретом за стварање предратне слике сада мање сјајног Бисера Оријента и славног Париза Истока. С друге стране, зграда Нативидад (фил./таг./шп./енгл. ) — која је један од изванредних примера бозарне архитектуре и која је својевремено била седиште Филипинске комисије за осигурање (енгл. Philippine Insurance Commission) — поштеђена је већине ратног разарања. Нативидад је пројектовао филипински архитекта шпанског порекла, Фернандо де ла Кантера Блондо; камен темељац је положен 1928. године.
Како је Манила подложна земљотресима, шпански колонијални архитекти су измислили стил назван трусни барок (енгл. Earthquake Baroque), који је примењиван на цркве и зграде владе током шпанског колонијалног раздобља. Као резултат, уследили земљотреси у 18. и 19. веку једва да су оставили трага у Манили, мада су повремено утицали на ниво околног подручја. Модерне зграде у Манили и око Маниле су дизајниране или накнадно дорађене тако да могу да поднесу земљотресе јачине до 8,2 степени, што је у складу с филипинским грађевинским прописима.

### Сигурност
Седиште Филипинске обалске страже налази се на југу Луке Маниле у близини Интрамуроса и Ермите. Филипинска морнарица своје седиште има у Морнаричкој станици Хосе Андрада смештеној дуж булевара Рохас у Малатеу. Такође, Заједничка радна група ОСФ — Национални регион главног града покренута је 2012. године како би се осигурали мир и стабилност у Метро Манили, чији је део и град Манила. Ова група Оружаних снага Филипина има иста овлашћења и дужности као и угашена Команда Националног региона главног града, мада делује у много мањем обиму од поменуте команде.

## Демографија
Према попису из 2020, популација града је била 1.846.513; ово Манилу чини другим најнасељенијим градом на Филипинима.
Манила је са 41.515 становника по километру квадратном најгушће насељен град на свету. Дистрикт 6 је по густини становништва први (са 68.266 ст./km²), а следе 1. дистрикт (са 64.936 ст./km²) и 2. дистрикт (са 64.710 ст./km²). Дистрикт 5 је најређе насељено подручје (са 19.235 ст./km²).
Густина становништва у Манили је неупоредиво већа од оне у Колкати (27.774 ст./km²), Мумбају (22.937 ст./km²), Паризу (20.164 ст./km²), Даки (19.447 ст./km²), Шангају (16.364 ст./km²) и његовом најгушће насељеном дистрикту Наншију (56.785 ст./km²), Токију (10.087 ст./km²) итд.
Дијалекти у Манили (2010)
Вернакуларни језик је филипински, заснован највише на тагалогу из околних подручја; овај облик говореног тагалога у Манили у суштини је постао лингва франка Филипина, проширивши се архипелагом кроз мас-медије и забаву. Енглески је највише заступљен језик у образовању, пословању и нарочито свакодневној употреби широм региона Метро Манила а и самих Филипина.
Одређен број старијих становника још увек прича шпански, који је некада био обавезан предмет у курикулуму филипинских универзитета и колеџа, с тим да многа деца јапанских Филипинаца, индијских Филипинаца и других миграната или експатријата такође причају и језике својих родитеља када су код куће поред свакодневне употребе енглеског и/или филипинског. Минански кинески (познат и као лананг ое) говоре припадници заједнице кинеских Филипинаца.
Филипински језик зна 98,0% популације, енглески 66,1%, а шпански 8,4%.

## Економија
Манила је велик и значајан центар трговине, банкарства и финансија, малопродаје, транспорта, туризма, некретнина, нових и традиционалних медија, рекламирања, адвокатуре, рачуноводства, осигурања, позоришта, моде и уметности на Филипинима.
Индекс конкурентности градова и општина (енгл. The Cities and Municipalities Competitiveness Index), који објављује Савет за националну конкурентност Филипина (енгл. National Competitiveness Council of the Philippines) рангира градове, општине и провинције унутар државе према њиховом економском динамизму, ефикасности владе и инфраструктури. Манила се налази на трећем месту, у категорији „Високо урбанизован град” (енгл. Highly Urbanized City, HUC); са Кезон Ситијем се налази у категорији „Специјални град”. Претходно (2015. године), Манила је била најконкурентнији филипински град — најбоље место за живот и пословање.
Лука Маниле је највећа морска лука на Филипинима, те представља најважније међународно пристаниште за бродове који достављају робу у целу државу. Управа филипинских лука (фил./таг. , енгл. Philippine Ports Authority) владина је агенција одговорна за надгледање рада и менаџмента лука. Међународна служба за контејнерске терминале Inc. (енгл. International Container Terminal Services Inc.), коју Азијска развојна банка сматра једним од пет најважнијих оператора поморских терминала на свету, има своје седиште у Манили и управо из овог града обавља своје главне послове. Други велики оператор лука, Азијски терминал Inc. (енгл. Asian Terminal Inc.), има такође седиште у Манили; рад врши из Јужне луке Маниле, а контејнерски депозитар овог оператора налази се у Санта Меси.
Бинондо, најстарија и једна од највећих кинеских четврти на свету, био је комерцијални и пословни центар већине активности у граду. Бројни стамбени и пословни небодери изграђени су на његовим средњовековним улицама. Планови да се ово подручје кинеских четврти претвори у чвор за екстернализацију пословних процеса (енгл. business process outsourcing&nbsp;/ BPO hub) напредују великом брзином; градска управа Маниле агилно их спроводи у дело. Око 30 зграда је већ претворено у BPO уреде. Ове зграде су углавном смештене дуж бинондске улице Есколта; празне су па могу да се претварају у посебне канцеларије.
Дивисорија (шп. Divisoria) у Тонду позната је као „мека филипинског шопинга”. Бројни трговачки центри се налазе на овом месту, а роба се продаје прилично јефтино. Мали произвођачи су заузели неколико улица у којима је пешачки и аутомобилски саобраћај постао густ. Познато обележје Дивисорије је Центар „Тутубан” (енгл. Tutuban Center), велики шопинг центар у склопу главне станице Филипинских националних железница (фил./таг. , енгл. Philippine National Railways). Сваког месеца ово место привуче 1 милион људи, али очекује се да ће број посетилаца да се повећа за 400.000 по завршетку изградње западног проширења  када ће Тутубан постати најпрометнија трансфер станица Маниле.
Разне фабрике у граду производе индустријске производе попут хемикалија, текстила, одеће и електричних уређаја. Храна, други прехрамбени производи и дуван такође се производе у самом граду. Локални предузетници настављају да прерађују примарне извозне производе, укључујући ужад, шперплочу и ивер, рафинирани шећер, копру и кокосово уље. Индустрија за прераду хране је један од најстабилнијих главних производних сектора у граду.
Нафтни депо Пандакан место је за складиштење и дистрибутивне терминале трију великих ’играча’ на плану филипинске нафтне индустрије: Калтекс Филипини, Пилипинас Шел и Корпорација Петрон. О нафтном депоу се жустро расправљало, поготово о његовом утицају на окружење и здравље становника Маниле. Врховни суд је издао наређење да се до јула 2015. године депо за нафту измести из града, што се није десило. Тренутно се депо уништава, а очекује се да ће радови бити готови до краја 2016. године; план је да се ово 33-хектарско индустријско постројење претвори у транспортно чвориште или чак фуд парк.
Манила је главни издавачки центар на Филипинима. Билтен Маниле (енгл. Manila Bulletin), филипински по тиражу највећи дневни лист, седиште има у Интрамуросу. Остале велике издавачке компаније на Филипинима које дистрибуишу новине као што су Манила тајмс (енгл. The Manila Times), Филипин стар (енгл. The Philippine Star) и Манила стандард тудеј (енгл. Manila Standard Today) седиште су нашле у Луци Манили. Филипинске комерцијалне вести (упрош: 菲律宾商报; трад: 菲律賓商報; пин: Fēilǜbīn Shāngbào), најстарије филипинске новине на кинеском језику које још увек излазе (свеукупно треће најстарије филипинске новине које још увек излазе), седиште имају у Бинонду.
Главно седиште Централне банке Филипина (фил./таг.) налази се у Манили, на булевару Рохас. Неке универзалне банке на Филипинима које имају своја седишта у Манили су Хипотекарна банка Филипина (фил./таг. , шп. Banco Hipotecario de Filipinas) и Повереничка компанија Филипина (енгл. Philippine Trust Company). Компанија за животно осигурање Филам (енгл. Philam Life Insurance Company), на Филипинима тренутно највећа компанија која нуди животно осигурање ако се у обзир узме актива, чиста вредност, инвестиције и исплаћени капитал, седиште има у Авенији Уједињених нација у Ермити. Седиште фирме Јунилевер Филипини (енгл. Unilever Philippines) налази се у истоименој авенији у Пакоу. Тојота, компанија која је уврштена на списак Forbes Global 2000, такође има своју регионалну канцеларију у овој авенији.

### Туризам
Туризам је витална индустрија у Манили, а просечна посећеност је 1 милион туриста сваке године. Главне дестинације поред дистрикта Бинондо, Ермита и Малате те каменог града Интрамуроса укључују Национални театар у Културном центру Филипина, Океански парк Манила, Зоолошки врт Манила, Национални музеј Филипина и парк Ризал.
Парк Ризал (фил./таг. , енгл. Rizal Park), такође познат као парк Лунета (фил./таг. , енгл. Luneta Park), филипински је национални парк; површина од 58 ha (140 acres) чини га највећим урбаним парком у Азији. Туристичким актом из 2009. (енгл. Tourism Act of 2009), Ризал и Интрамурос су проглашени водећом дестинацијом која је постала туристичка предузетничка зона. Нова атракција по имену Пасео де Манила (шп.  — досл. „вожња Манилом”) чека дан свог отварања у Ризалу. Парк је изграђен у част и сећање на филипинског националног хероја Хосеа Ризала (1861—1896), којег су Шпанци погубили због оптужби за подривање. Јарбол за заставу западно од споменика Ризал представља ознаку нултог километра за мерење удаљености до остатка земље.
Интрамурос је историјски центар Маниле. Оригинално се сматрало да представља саму Манилу, док су Филипини били под колонијалном управом Шпанске империје. Интрамуросом управља Администрација Интрамуроса (енгл. Intramuros Administration,&nbsp;IA).
Архитектура Интрамуроса одражава шпански колонијални стил и амерички неокласични архитектонски стил, пошто су Филипини били колонија Шпаније и Сједињених Америчких Држава пре него што су прогласили независност 1946. године. Калеса (фил./таг. , шп. calesa) представља популарно превозно средство у Интрамуросу и оближњим местима као што су Бинондо, Ермита и Ризал, а реч је у ствари о запрежним колима које вуку коњи; калеса је на Филипине дошла у 18. веку (користили су је Шпанци), а данас је поприлично ретка појава на улицама града.
Популарне туристичке дестинације у Интрамуросу су Тврђава Сан Дијего, Голфски клуб Интрамурос, Барака Санта Лусија, Тврђава Сантијаго, Катедрала Манила, Палата архиепископа, Палата Санта Потенсијане, Палата губернатора, Плаза Мексико, Плаза Рома, Плаза Сан Луис (Каса Манила), Црква Сан Агустин и Већница Маниле.
Неке од најстаријих образовних институција основане су у Интрамуросу, и то Универзитет Санто Томас (1611), Колеџ Сан Хуан де Летран (1620) и Универзитет Атенео де Манила (1859). Само је Де Летранов колеџ остао у Интрамуросу; Томасов универзитет је 1927. године премештен у нови кампус у Сампалоку, а Атенео је 1952. године из Интрамуроса пребачен у Лојола Хајтс у Кезон Ситију. Друге истакнуте образовне институције укључују Средњу школу „Манила” и Универзитет Града Маниле.
Одељење за туризам прогласило је Манилу пиониром медицинског туризма, очекујући да ће да доноси 1 милијарду долара годишње зараде. Међутим, недостатак напредног здравственог система, неадекватна инфраструктура и нестабилно политичко окружење познате су препреке за његов развој.

### Шопинг центри
Манила је веома познат центар шопинга на Филипинима, а проглашена је и једном од најбољих дестинација за шопинг у Азији. Великих трговачких центара, маркета и базара у Манили је сваким даном више и више.
Робинсонс плејс Манила је највећи шопинг центар у граду. Центар је био други и далеко највећи шопинг Робинсонс који је изградио Џон Гокунгвеј (Ву Јихуеј, 1926), филипински пословни магнат и инвеститор. Ес-Ем супермолс такође је популаран у граду. Један од продајних центара Ес-Ем, први Ес-Ем супермол у граду, смештен је десно од Градске већнице Маниле. Ес-Ем сити Сан Лазаро је други Ес-Ем супермол у Манили. Налази се у Санта Крузу. Ес-Ем сити Сан Лазаро је изграђен на месту некада оперативног хиподрома Сан Лазаро. Зграда бившег Краљевског хотела Маниле у Кијапу, који је познат по свом ротирајућем ресторану на врху, сада је Ес-Ем клиренс сентер (основан 1972). Локација првог Ес-Ем стора је улица Карлос Паланка ст. (претходно Ечагве) у Сан Мигелу.
Кијапо се такође назива „Старим центром града”; овде су смештени многи базари, маркети, бутици, продавнице... У авенији Ректо могу се обићи бројне робне куће. Једно од познатих одредишта у авенији Ректо је Дивисорија, где се налази много шопинг центара; ово место је познато као „мека филипинског шопинга”, зато што се ту продаје готово све, и то по приступачним ценама.
Бинондо, најстарија кинеска четврт на свету, градски је привредни и трговински центар за све врсте бизниса; Бинондом управљају филипински Кинези, трговци који поседују широку лепезу кинеских и филипинских продавница и ресторана.

## Култура

### Религија
Религија у Манили (2010)

#### Хришћанство
Због шпанског утицаја на културу Филипина, Манила је претежно хришћански (католички) град. Римокатолици су 2010. године чинили 93,5% популације, а пратили су их конгреганти Цркве Христа (1,9%), Протестантске цркве (1,8%), те будисти (1,1%). Муслимани и људи других вероисповести чине осталих 1,4% популације града.
Манила је град у ком се налази много великих католичких цркава и институција. Унутар ужег градског подручја има 113 католичких цркава; 63 се сматрају великим светилиштима, базиликама или катедралама. Катедрала у Манили је седиште Римокатоличке надбискупије Маниле и најстарија црква која је основана на Филипинима. Поред Катедрале у Манили, постоје још три друге базилике у граду: Црква Кијапо, Црква Бинондо и Базилика Сан Себастијан. Црква Сан Агустин у Интрамуросу је на Унесковом списку места светске баштине и представља једну од две потпуно климатизоване католичке цркве у граду. Манила такође има још неколико парохија на другим локацијама у граду, од којих неке датирају и из шпанског раздобља када је град био главни фокус бројних римокатоличких мисионара, што на Филипинима што из Азије и шире.
Неколико протестантских мејнстрим деноминација има своје центре у граду. Прокатедрала Парохије Св. Стефана у дистрикту Санта Круз седиште је Бискупије централних Филипина Епископалне цркве на Филипинима, док се у авенији Тафт налазе главне катедрале и седиште Филипинске независне цркве (такође позната као Црква Аглипајан; национална црква, продукт Филипинске револуције). Такође има припадника Цркве Исуса Христа светаца последњих дана (Мормонска црква), која постоји већ дуже време у Манили.
Аутохтона Црква Христа има неколико локалних центара (слично парохијама), укључујући своју прву капелу (сада музеј) Св. Ана у Пунти. Евангелистичка, пентекосталистичка и адвентистичка деноминација такође су значајне у Манили. Седиште Филипинског библијског друштва је у Манили. Такође, клавни кампус Хваљене катедрале налази се у овом граду, у авенији Тафт. Црква Исус Господ има неколико огранака и кампуса у Манили, те слави своје годишњице у Бернам Грину и Кирино Грандстанду (парк Ризал).
- Катедрала Манила је седиште Римокатоличке надбискупије Маниле
- Базилика Сан Себастијан је једина црква у Азији која је сва челична[117]
- Црква Сан Агустин у Интрамуросу је на Унесковом списку баштине
- Црква Бинондо испред Плазе Сан Лоренсо Руиз је једна од 4 значајне базилике
- Црква Кијапо у којој је Црни Назарећанин који се слави 9. јануара

#### Остале религије
У граду је присутно још неколико религија. Има много будистичких и таоистичких храмова које посећују кинески Филипинци. Кијапо је дом прилично великој муслиманској заједници која се моли у Месџид ел Дахабу. Неки Индијци који живе на Филипинима често долазе да се моле у великом хинду храму у Манили, док се у гурдварама Авеније Уједињених нација моле сикхи. Национална духовна скупштина филипинских бахаија, руководеће тело филипинске бахаистичке заједнице, има седиште недалеко од источне границе Маниле с Макатијем.

### Празници и културни догађаји
У Манили се славе грађански и национални празници. Дан Маниле, којим се слави оснивање града 24. јуна 1571. године, први је одредио некадашњи заменик градоначелника Маниле Ерминио А. Асторха (1929—2004) — и то 24. јуна 1962. године од када се празник слави сваке године (светац заштитник је Јован Крститељ). Сваки од градских барангаја има своје локалне свечаности за које је одређен неки светац заштитник. У граду се такође слави Назарећанин (Traslacíon), сваког 9. јануара; милиони католичких поклоника се одазову овој свечаности. Још неки верски празници који се славе у Манили су свеци Санто Нињо (који се у Тонду и Пандакану слави сваке треће недеље у јануару) и Нуестра Сењора де лос Десампарадос де Манила / Госпа Напуштених (која је светица заштитница дистрикта Санта Ана и слави се сваког 12. маја). Нерелигијски празници укључују Нову годину, Дан националних хероја, Бонифасијев дан и Ризалов дан.

### Музеји и уметничке галерије
Као културни центар Филипина, престоница Манила је град у којем се налази већина најзначајнијих филипинских музеја. Национални музеј Филипина контролише низ мањих музеја у парку Ризал, као што је Национални музеј ликовне уметности, Национални музеј антропологије и Национални музеј природне историје. У музеје које су основале образовне институције убрајају се хинду храм Мабини, Музеј савремене уметности и дизајна, Музеј науке и уметности Универзитета Санто Томас и Музеј историје идеја Универзитета Филипина.
Кинеско-филипинска кућа (фил./таг. Bahay Tsinoy), један од манилских најистакнутијих музеја, садржи документе о кинеском животу и доприносу историји Филипина. Музеј светла и звука у Интрамуросу представља хронику жеље Филипинаца да постану слободни револуцијом коју је поред других вођа револуционара предводио Хосе Ризал. Метрополитански музеј Маниле представља филипинску уметност и културу.
Други музеји који се налазе у граду су Музеј Маниле (музеј у власништву града у којем се може упознати с културом и историјом Маниле), Музео памбата (музеј за децу), Музеј филипинске политичке историје (историјски музеј значајних политичких догађаја на Филипинима), Музеј Парохије Наше Госпе Напуштених и Цркве Сан Агустина (музеј религијских артефаката), те Плаза Сан Луис (јавни музеј).

## Спорт
Спорт у Манили има дугу и карактеристичну историју. Главни спорт овог града (и, генерално, главни филипински спорт) представља кошарка; већина барангаја има импровизоване терене за кошарку, а на улицама се често могу видети исцртане линије граница терена. Већи барангаји имају наткривене терене на којима се сваког пролећа (од априла до маја) одржава такмичење међубарангајске лиге. У Манили постоји неколико веома познатих спортских дворана, као што је Меморијални спортски комплекс Ризал и Сала Сан Андрес (дом сада неактивног КК Манила метростарси).
Меморијални спортски комплекс Ризал садржи Меморијалну стазу и фудбалски стадион Ризал, стадион за бејзбол, тениске терене, меморијални колосеум и стадион Ниној Акино (последња два представљају затворене арене). Комплекс Ризал је био домаћин неколицине мултиспортских догађаја, као што су Азијске игре 1954. и Далекоисточне игре 1934. Када год су Филипини били домаћин ЈИА игара, већина такмичења се одржала у овом комплексу, с тим да су ЈИА игре 2005. биле изузетак. Еј-Би-Ши првенство 1960. и 1973. године, претеча Фибиног Азијског првенства у кошарци, одржано је у комплексу Ризал; национални кошаркашки тим је победио на оба турнира. СП у кошарци 1978. одржано је у Ризалу, али домаћин за последње фазе такмичења био је колосеум Аранета у Кезон Ситију (највећа затворена арена југоисточне Азије у то време).
У Манили се такође налази неколико локално добро познатих спортских објеката, као што је Спортски центар Енрике М. Разон и Спортски комплекс Универзитета Санто Томас — оба центра су приватне дворане у власништву универзитета; игра се и колеџ спорт: Универзитетска спортска асоцијација Филипина и Национална колеџ спортска асоцијација организује такмичења у кошарци у меморијалном колосеуму Ризал и на стадиону Ниној Акино — мада се кошаркашки турнири данас више играју у арени Филоил флајинг V у Сан Хуану (Метро Манила) и колосеуму Аранета у Кезон Ситију. Други колеџ спортови се и даље играју у Меморијалном спортском комплексу Ризал. Професионални кошаркаши су такође често играли у Манили, али Филипинска кошаркашка асоцијација сада се пребацила у колосеум Аранета у Кезон Ситију и астродом Кунета у Пасају; одређене утакмице некада активне Филипинске кошаркашке лиге играле су се у Меморијалном спортском комплексу Ризал.
Манила сторм је клуб из рагби лиге Маниле који тренира у парку Ризал (Лунета) и игра неке од својих утакмица у Саутерн плејнс филду (Каламба, Лагуна). Некада веома популаран спорт у Манили био је бејзбол; данас се у граду налази једини већи бејзбол стадион на Филипинима, Меморијални бејзбол стадион Ризал. На стадиону се играју утакмице Бејзбол Филипинс лиге; Лу Гериг и Бејб Рут (редом) били су играчи који су постигли прва два хоум рана на стадиону, и то 2. децембра 1934. године. У Манили је такође популаран билијар, а у већини барангаја се налазе дворане с билијарским столовима. Светско првенство у билијару 2010. одржано је у Робинсонс плејс Манили.
Меморијална стаза и фудбалски стадион Ризал угостио је такмичаре првих квалификација Фифиног Светског првенства у фудбалу, када су Филипинци играли против Шриланчана (јул 2011). Стадион на којем се претходно нису могле играти међународне утакмице, био је потпуно реновиран пре почетка такмичења. Фудбалски стадион је сада редовно главни терен на којем се играју мечеви Уједињене фудбалске лиге Филипина. На стадиону се такође одиграо први рагби тест меч (Дивизија I Азијских пет нација 2012).

## Правни систем и влада
Влада Маниле је подељена на три огранка: извршни, законодавни и судски. Судским огранком у потпуности управља Врховни суд Филипина, правосудног региона Метро Манила. Градска влада има контролу над извршним и законодавним огранком власти.
Манила — званично позната као Град Манила — представља национални главни град за Филипине. Класификована је као „Високо урбанизован град” (енгл. Highly Urbanized City, HUC), а са Кезон Ситијем се налази у приходовној категорији „Специјални град”. Градоначелник је главни субјект извршне власти, а помаже му заменик градоначелника, 36-члано Градско веће и шест конгресмена, те председник Барангајске лиге и председник Омладинског савета. Чланови Градског већа се бирају као представници појединих конгресних дистрикта унутар града.

### Градоначелник
Тренутни градоначелник Маниле је Џозеф Естрада, који је од 1998. до 2001. године вршио функцију председника Филипина. Такође је био на челу извршног одељења града. Тренутно обавља функцију градоначелника у свом другом мандату на овом положају.
Законодавни огранак који тренутно чини шест изабраних градских одборника, на челу је са замеником градоначелника. Бивши глумац Иско Морено донедавно је вршио функцију заменика градоначелника. Тренутни заменик градоначелника је др Марија Шијла „Хани” Лакуна-Панган, ћерка бившег заменика градоначелника Маниле — Данија Лакуне.

#### Функција
Градоначелник и његов заменик могу да добију само ограничен број узастопних мандата, и то 3 оваква мандата која трају по 3 године сваки. Њима помаже Веће Града Маниле и шест конгресмена, те локални председник Барангајске лиге Филипина / Асоцијације капетана барангаја (фил./таг. , енгл. League of Barangays of the Philippines&nbsp;/ Association of Barangay Captains) и председник Омладинског савета (фил./таг. Sangguniang Kabataan, SK). Њихове канцеларије су у Градској већници Маниле.

### Финансије
Филипинска Комисија за ревизију је 22. новембра 2016. године објавила Годишњи ревизорски финансијски извештај за Град Манилу за 2015. (енгл. 2015 Annual Audit Report on the City of Manila) — наведено је да су приходи града били 12.589.845.794 пезоса (око 237.673.914 евра), што је мање за 1,50% у односу на 2014. а више за 24,65% у односу на 2013. годину. Наплата прихода је у односу на 2014. годину порасла за 20,80% односно 1,94 милијарде пезоса (преко 36,6 милиона евра). Актива је 2013. године била 18,6 милијарди пезоса (преко 350 милиона евра). Локални приход је 2013/14. био 5,41 милијарди пезоса (готово 103 милиона евра), алокација националне владе 1,74 милијарди пезоса (више од 33 милиона евра), а годишњи редовни приходи [] процењени на 7,15 милијарди пезоса (око 136 милиона евра). Укупан приход Маниле је 2014. године био 3,54 милијарде пезоса (преко 67 милиона евра).
Међу свим локалним јединицама управе, Манила има највећу буџетну алокацију (издвајања) за здравство. Такође, Манила је била и један од градова с највећим порезом и унутрашњим приходом. На пореске приходе отпада 46% прихода града (2012). Манила је крајем 2015. године запошљавала 14.586 кадрова, што је за 2.667 (22,38%) више у односу на 2014. годину.

### Национална влада
Манила, седиште политичке моћи Филипина, има неколико уреда националне владе. Развојни планови да се град учини центром националне владе почели су током првих година америчке колонизације када се замишљао напредно дизајниран град ван зидина Интрамуроса. Одабрана стратешка локација био је Багумбајан, некадашњи град који данас представља парк Ризал, који је требало да постане центар владе; за дизајн је био задужен амерички архитекта и урбаниста Данијел Бернам (1846—1912), који је требало да створи мастер план за град осмишљен по узору на Вашингтон. Од овог плана се на крају одустало, када је председавајући био Мануел Л. Кезон (влада Комонвелта).
Нови центар владе планирано је да се изгради на узвишењима северно од Маниле (данас Кезон Сити). Неколико владиних агенција је одредило да им седиште буде у Кезон Ситију, али одређен број кључних владиних канцеларија и даље је остао у Манили. Међутим, већина планова се на крају изменила (након девастације Маниле током Другог светског рата и под контролом наредних администрација).
Град Манила, као главни град Филипина, још увек је место на ком се налази Уред председника, као и званична председничка резиденција. Поред овога, важне институције као што су Врховни и Апелациони суд, Централна банка, Извршна одељења за буџет и менаџмент, финансије, здравство, правосуђе, рад и запошљавање те јавне радове и путеве Филипина такође се налазе у Манили. Битне националне институције су Национална библиотека, Националне архиве, Национални музеј и Филипинска општа болница.
Конгрес је претходно имао седиште у Старој конгресној згради. Због проглашавања ванредног стања, 1972. године Конгрес је распуштен; његов наследник, уникамерална Национална скупштина (фил./таг. , енгл. National Assembly), почео је да ради у новом Комплексу Националне скупштине. Када је новим уставом враћен бикамерални Конгрес, Представнички дом је остао у Комплексу Батасан, док је Сенат Филипина почео да ради у Старој конгресној згради. Сенат се маја 1997. године пребацио у нову зграду коју на мелиорисаном поседу у Пасају дели са Системом осигурања владине службе (фил./таг.).

### Барангаји и дистрикти
Град Манила је сачињен из 896 барангаја (фил./таг. , енгл./шп. ; : ), најмањих јединица локалне власти на Филипинима које су познате по својим секвенцијалним бројевима уместо по именима. Сваки барангај има свог председавајућег и одборнике. Ови барангаји су додатно груписани у 100 зона за административне и муниципалне намене, због олакшавајућих околности за администрацију. Ове зоне немају никакав облик локалног управљања. Сваки барангај има припадајућу групу изабраних званичника, док зоне постоје само због статистичких погодности и бенефита.
Манила има највише барангаја у односу било који други град или општину на Филипинима. Покушаји да се смањи њихов број нису били успешни упркос локалној легислативи (Пропис 7907 од 23. априла 1996) да се број смањи са 897 на 150 спајањем постојећих барангаја, због безуспешних напора да се одржи плебисцит.
Град је на вишем нивоу подељен у шест конгресних дистрикта, чији изабрани конгресмен постаје градски представник у доњем дому Конгреса те постаје редовни члан у Градском већу (фил./таг. Sangguniang Panlungsod, SP). Сваки дистрикт бира једног представника за Представнички дом и шест за Градско веће. Манила, заједно са остатком Филипина, бира 12 сенатора као један дистрикт плуриноминал.
Манила је сачињена из 16 градских дистрикта, и то према Републичком акту бр. 409 — такође познатом као Ревидирана повеља Града Маниле — који представља основу по којој су одређене данашње како унутарградске тако и спољне границе града. Првобитно је ова бројка износила 14, али су својевремено два дистрикта додатно припала Манили, и то Санта Меса (дистрикт одвојен од Сампалока) и Сан Андрес (дистрикт одвојен од Санта Ане).
- 1. дистрикт (популација 2015: 415.906) покрива западни део Тонда који лежи дуж залива Манила и представља манилски (и филипински) најгушће насељен конгресни дистрикт.
- 2. дистрикт (популација 2015: 215.457) покрива источни унутрашњи део Тонда, суседство или поддистрикт познат као Гагалангин.
- 3. дистрикт (популација 2015: 197.242) покрива Бинондо, Кијапо, Сан Николас и Санта Круз.
- 4. дистрикт (популација 2015: 265.046) покрива Сампалок.
- 5. дистрикт (популација 2015: 366.714) покрива Ермиту, Малате, Луку Манилу, Интрамурос, Сан Андрес и део Пакоа (осим Зоне 90).
- 6. дистрикт (популација 2007: 295.245) покрива део Пакоа (само Зону 90), Пандакан, Сан Мигел, Санта Ану и Санта Месу.

| Име         | Површина | Површина | Популација (2015) | Густина | Густина | Барангаји |
|             | km²      | mi2      |                   | /km²    | /mi2    |           |
| ----------- | -------- | -------- | ----------------- | ------- | ------- | --------- |
| Бинондо     | 0,6611   | 0,2553   | 18.040            | 27.000  | 70.000  | 10        |
| Ермита      | 1,5891   | 0,6136   | 10.523            | 6.600   | 17.000  | 13        |
| Интрамурос  | 0,6726   | 0,2597   | 5.935             | 8.800   | 23.000  | 5         |
| Кијапо      | 0,8469   | 0,3270   | 28.478            | 34.000  | 88.000  | 16        |
| Лука Манила | 3,1528   | 1,2173   | 66.742            | 21.000  | 54.000  | 5         |
| Малате      | 2,5958   | 1,0022   | 86.196            | 33.000  | 85.000  | 57        |
| Пако        | 2,7869   | 1,0760   | 82.466            | 30.000  | 78.000  | 43        |
| Пандакан    | 1,66     | 0,64     | 87.405            | 53.000  | 140.000 | 38        |
| Сампалок    | 5,1371   | 1,9834   | 265.046           | 52.000  | 130.000 | 192       |
| Сан Андрес  | 1,6802   | 0,6487   | 128.499           | 76.000  | 200.000 | 65        |
| Сан Мигел   | 0,9137   | 0,3528   | 17.464            | 19.000  | 49.000  | 12        |
| Сан Николас | 1,6385   | 0,6326   | 43.069            | 26.000  | 67.000  | 15        |
| Санта Ана   | 1,6942   | 0,6541   | 66.656            | 39.000  | 100.000 | 34        |
| Санта Круз  | 3,0901   | 1,1931   | 118.903           | 38.000  | 98.000  | 82        |
| Санта Меса  | 2,6101   | 1,0078   | 110.073           | 42.000  | 110.000 | 51        |
| Тондо       | 8,6513   | 3,3403   | 631.363           | 73.000  | 190.000 | 258       |

### Сламови
Процењује се да постоји више од 4 милиона људи који живе у манилским сламовима (2014). Бескућништво је такође један од главних проблема с којим се суочава град Манила. Познато је да су дистрикти Тондо и Сан Андрес поприште највећег броја градских сламова, с тим да су предузети одређени кораци да се побољша живот људи који живе у овим дивљим насељима; такође, некима је омогућен одговарајући смештај на неколико локација на које су адекватно пресељени. У Манили постоји неколико стамбених пројеката, међу којима су и Стамбени пројекат Смоки маунтејн (енгл. Smokey Mountain Housing Project), Стамбени пројекат средњоспратница Националне стамбене управе, те Стамбени пројекат Нови барангаји (енгл. Bagong Barangay Housing Project). Места на која се пресељавају људи којима је неопходна помоћ налазе се углавном у оближњим провинцијама Булакан и Ризал.

## Инфраструктура

### Комуналне услуге

#### Вода и струја
Водоводне услуге у Манили пружа Метрополитански водоводни и канализациони систем (енгл. Metropolitan Waterworks and Sewerage System, MWSS), који је задужен за 30% града (већина осталих вода и отпада директно одлази у шахтове, септичке јаме или отворене канале). MWSS је приватизован 1997. године, након чега је концесија за воде подељена на источну и западну зону. Водовод Мајнилад (енгл. Maynilad Water Services) преузео је западну зону у којој се налази Манила. Тренутно пружа услуге довода и испоруке пијаће воде те обезбеђује канализациони систем у Манили, с тим да не опслужује југоисточни део града који припада источној зони односно Водоводу Манила (енгл. Manila Water Company, Inc.). Електричне услуге пружа Мералко (енгл. Manila Electric Company, Meralco), једини дистрибутер електричне енергије у Метро Манили.

### Транспорт
Једно од најпознатијих превозних средстава у Манили је џипни (фил./таг. , енгл. jeepney). Осмишљено по узору на америчке војне џипове, ово возило почело је да налази употребу непосредно након Другог светског рата. Тамаро еф-икс (енгл. Tamaraw FX), Тојота киџан (енгл. Toyota Kijang) треће генерације, био је примарни конкурент џипнија и превозио је грађане и туристе по фиксним рутама за унапред одређену цену; некад се редовно виђао на улицама Маниле. Све врсте јавног превоза у Манили су у приватном власништву, али морају да раде у склопу владиног пројекта.
У граду има много таксија, трицикала (мотоцикли с бочним приколицама, филипинска верзија моторикше), те трисикада и сикада који су такође познати као кулиглизи (бицикли с бочним приколицама, филипинска верзија такси-бицикла). У неким подручјима, поготово у Дивисорији, моторизовани такси-бицикли веома су популарни. Калесе (фил./таг. , шп. calesa) које вуку коњи, из шпанске колонијалне ере, такође су честа туристичка атракција поред тога што служе за превоз на улицама Бинонда и Интрамуроса. Октобра 2016. године у граду не би требало да саобраћа ни један трицикл или такси-бицикл који ради на бензин; планирано је да се сви замене електричним трициклима (итрајкови), а град намерава да подели 10.000 итрајкова квалификованим возачима трицикала који ће да превозе људе у Манили.
У функцији је LRT Линија 1 и Линија 2, које чине Транзитни систем Лаке железнице у Манили (енгл. Manila Light Rail Transit System, LRT). Развој железничког система почео је 1970-их, док је председник био Фердинанд Маркос, када је изграђена Линија 1 — прва лака железница (брзи трамвај) у југоисточној Азији. Ови системи тренутно се проширују пројектом чија се вредност мери милијардама америчких долара. Линија 1 иде дуж авеније Тафт (R–2) и авеније Ризал (R–9), док Линија 2 пролази дуж авеније Кларо М. Ректо (C–1) и булевара Рамон Магсајсај (R–6) из Санта Круза — кроз Кезон Сити — до Масинага у Антиполу (Ризал).
Главни терминал Филипинских националних железница (фил./таг.) налази се у Манили. Једна путничка железница у Метро Манили у оперативном је стању. Линија уопштено говорећи иде по правцу север—југ, од Тутубана (Тондо) до Лагуне. Лука Маниле, смештена надомак залива Манила, главна је морска лука Филипина. Трајектна служба реке Пасиг (енгл. Pasig River Ferry Service) која управља саобраћајем на реци Пасиг представља други облик транспорта. Такође, у граду се налази Међународни аеродром Ниној Акино (фил./таг. , енгл. Ninoy Aquino International Airport) и Међународни аеродром Кларк (фил./таг.).
Магазин Форбс је 2006. године Манилу прогласио најзагушенијим градом на свету. Према „Глобалном индексу задовољства возача” апликације Вејз из 2015. године, Манила је град с најгорим саобраћајем на свету. Манила је позната по својим шпицама услед огромне густине саобраћаја. Влада је подузела неке мере покретањем пројеката за смањивање саобраћаја у граду. Неки од ових пројеката су изградња новог надвожњака у Сампалоку, изградња 3. фазе Метро Манила скајвеја, предлог проширења LRT Линије 2 (пројекат западног проширења) од авеније Ректо до Тонда или Луке Маниле, те унапређење и проширење неколико националних и локалних цеста. Међутим, ови пројекти још увек нису показали значајан резултат пошто су гужве и застоји у Манили и даље свакодневница овог града.
Урбано планирање Маниле и целог метрополиса засновано је на „Плану из снова за Метро Манилу”, којим се настоје решити проблеми у урбанистичком планирању и транспорту Метро Маниле. План се састоји од приоритетних краткорочних пројеката и средњорочних до дугорочних инфраструктурних пројеката који ће трајати све до 2030. године.

## Здравство
Здравствено одељење Маниле је одговорно за планирање и имплементацију програма здравствене неге које одреди градска влада. Ради са 59 здравствених центара и шест градских болница, које су бесплатне. Шест јавних градских болница су Болница и медицински центар у Манили, Болница у Сампалоку, Меморијални центар Гат Андрес Бонифасио, Болница у Тонду, Болница Санта Ана и Општа болница судије Хосеа Абада Сантоса. У Манили се такође налази и Филипинска општа болница, терцијарна државна болница којом администрира и управља Универзитет Филипина Манила.
Здравствену негу у Манили пружају и приватне корпорације. Приватне болнице које раде у граду су Болница доктора Маниле, Кинеска општа болница и медицински центар, Меморијални медицински центар др Хосе Р. Рејес, Метрополитански медицински центар, Болница Госпе Лурдске и Болница Универзитета Санто Томас.
Одељење за здравство има своје главне центре у Манили. Национално здравствено одељење такође ради у Болници Сан Лазаро, специјалној терцијарној болници. У Манили се поред овога налази и регионални уред за Западни Пацифик и канцеларија подручне службе за Филипине Светске здравствене организације.

## Образовање
У Манили (поготово Интрамуросу), центру образовања још од колонијалног раздобља, налази се много филипинских универзитета и колеџа од којих неки спадају међу најстарије на источној хемисфери. У граду се налази Универзитет Санто Томас (1611), Колеџ Сан Хуан де Летран (1620), Универзитет Атенео де Манила (1859), Универзитет Лицеум Филипина (1952) и Технолошки институт Мапуа (1925). Само је Колеџ Сан Хуан де Летран остао у Интрамуросу; Универзитет Санто Томас пребачен је 1927. године у нови кампус у Сампалоку, а Универзитет Атенео де Манила из Интрамуроса је 1952. године премештен у Лојола Хајтс у Кезон Ситију (задржао је „де Манила” у свом имену).
Универзитет Града Маниле (фил./таг. ; енгл. University of the City of Manila) налази се у Интрамуросу, а Универзитет Манила (енгл./шп. Universidad de Manila, UdM) смештен је недалеко од каменог града; обе образовне институције су у власништву градске владе Маниле, која управља истима све до данас. Национална влада контролише Универзитет Филипина Манила (фил./таг.), најстарији од више Универзитета Филипина и државни центар медицинског образовања. Такође, у манилском дистрикту Санта Меса налази се Политехнички универзитет Филипина (фил./таг.), највећи универзитет у држави по броју студената (2015. године на универзитету је студирало 48.213 студената).
Универзитетски појас (фил./таг. , енгл. University Belt), незванично име манилског дефакто поддистрикта, односи се на подручје на којем је висока концентрација или ’кластер’ колеџа и универзитета у граду; чине га границе дистрикта Сан Мигел, Кијапо и Сампалок. Генерално говорећи, укључује западни крај булевара Еспања, улицу Никанор Рејес (бивша Морајта), источни крај авеније Кларо М. Ректо (бивша Аскараха), авенију Лехарда, улицу Мендиола и још неколико споредних улица. Сваки од колеџа и универзитета који се налазе овде веома су близу тако да се пешке може доћи из једног у други. Друга група колеџа лежи дуж јужне обале реке Пасиг, већином у дистриктима Интрамурос и Ермита; такође постоји мања група колеџа на самом југу Малатеа, у близини границе с Пасајем — реч је о приватној кообразовној установи Универзитет Де ла Сале (фил./таг.), највећој од свих школа Система универзитета Де ла Сале.
Подела градских школа Маниле, огранак Одељења за образовање, односи се на трослојни систем државног образовања у Манили. Град располаже са 71 јавном основном школом и 32 јавне средње школе.
У граду ради Научна средња школа (фил./таг. , енгл. Manila Science High School), прва гимназија на Филипинима. У Националном музеју се налази уље на платну из 1884. године које је насликао филипински уметник и револуционар Хуан Луна (1857—1899) — Сполијаријум (фил./таг./шп./енгл. Spoliarium). У граду је значајан и Метрополитански музеј Маниле, музеј модерне и савремене визуелне уметности; Музеј Памбата, дечји музеј са занимљивим открићима и забавним начином учења; те Национална библиотека, ризница штампаног и снимљеног културног богатства земље и других књижевних и информационих ресурса.

## Глобална сарадња

### Градови побратими
Манила има 18 званичних градова побратима. Град Њујорк је глобални, а Осака пословни партнер Маниле.

#### Азија / Пацифички прстен
- Нур Султан, Казахстан[125]
- Бангкок, Тајланд[159]
- Пекинг, Кина[160][161]
- Дили, Источни Тимор[162]
- Гуангџоу, Кина[161]
- Хајфа, Израел[163]
- Хо Ши Мин, Вијетнам[164]
- Инчон, Јужна Кореја[165]
- Џакарта, Индонезија[125]
- Осака, Јапан[166]
- Шангај, Кина[167]
- Тајпеј, Тајван[168]
- Такацуки, Јапан[169][170]
- Јокохама, Јапан[170][171]

#### Европа
- Букурешт, Румунија[125]
- Мадрид, Шпанија[172]
- Малага, Шпанија[125]
- Москва, Русија[125]
- Ница, Француска[173]

#### Америке
- Акапулко, Мексико[174]
- Картахена, Колумбија[125]
- Хавана, Куба[125]
- Хонолулу, САД[175][176]
- Лима, Перу[125]
- Мауи, САД[176]
- Мексико, Мексико[125]
- Монтреал, Канада[177]
- Њујорк, САД[178]
- Сакраменто, САД[176]
- Сан Франциско, САД[176]
- Сантијаго, Чиле[125]
- Винипег, Канада[179]

### Цитирана библиографија
- Fish, Shirley (2003). When Britain Ruled the Philippines, 1762–1764: The Story of the 18th Century British Invasion of the Philippines During the Seven Years War. 1stBooks Library. стр. 214. ISBN 978-1-4107-1069-7. Приступљено 6. децембар 2016.
- Moore, Charles (1921). Daniel H. Burnham: Architect, Planner of Cities. Boston / New York: Houghton Mifflin. Приступљено 24. октобар 2016.